# New York Mining Disaster 1941
"New York Mining Disaster 1941" is een nummer van de Britse band Bee Gees. Het nummer verscheen op hun eerste internationale album Bee Gees' 1st uit 1967. Op 14 april van dat jaar werd het nummer uitgebracht als de eerste single van het album.

## Achtergrond

### Ontstaan
"New York Mining Disaster 1941" is geschreven door Barry en Robin Gibb en geproduceerd door Robert Stigwood en Ossie Byrne. Het was het eerste nummer dat de broers in 1967 hadden geschreven. Barry en Robin bedachten het nummer toen de stroom in het gebouw van Polydor was uitgevallen. Het nummer gaat over een mijnwerker die vastzit in een ingestorte mijn. Hij laat een foto van zijn vrouw zien aan zijn collega Mr. Jones terwijl zij wachten om gered te worden. Het nummer was geïnspireerd door de ramp van Aberfan, die enkele maanden eerder plaatsvond.
Volgens Robin vond er in New York een mijnramp plaats in 1939, maar niet in 1941, en vond hij dat New York "glamoureuzer" klonk. In het tweede en derde couplet wordt de tekst langzamer gezongen, wat zou aangeven dat het leven van de mijnwerkers ten einde loopt.

### Opname
Op 7 maart 1967 namen de Bee Gees "New York Mining Disaster 1941" op in zes takes, samen met drie andere nummers: "I Can't See Nobody" "Red Chair, Fade Away" en "Turn of the Century". Het is het eerste nummer van de groep waarop drummer Colin Petersen als vast bandlid meespeelde. Op 13 maart werd het orkest toegevoegd aan het nummer. Zowel Barry als Robin waren te horen als lead- en achtergrondzanger. Robin zong de hoge harmonieën, terwijl Barry de leadzang deed op de lage harmonieën in het eerste en tweede couplet.
Merkwaardig aan het nummer is dat de titel niet wordt gezongen, alhoewel de werktitel "Have You Seen My Wife, Mr. Jones" wel in het refrein voorkomt. Platenmaatschappij Atco Records hernoemde de single ook naar "New York Mining Disaster 1941 (Have You Seen My Wife, Mr. Jones?)", zodat mensen deze konden vinden in de muziekwinkels.

### Uitgave
Ten tijde van de uitgave van "New York Mining Disaster 1941" gingen er geruchten dat de Bee Gees eigenlijk The Beatles waren die onder een pseudoniem muziek uitbrachten. Atco maakte hier slim gebruik van door promotiesingles met een leeg label uit te geven, waarbij de suggestie werd gewekt dat de single afkomstig is van een Britse band die met de B begint. Hierdoor dachten veel radio-dj's dat het een nieuw Beatles-nummer was en begonnen zij het vaak te draaien. Beatles-gitarist George Harrison vertelde jaren later aan Maurice Gibb dat hij de single had gekocht, juist omdat het zoveel op de stijl van de Beatles leek.
Barry vertelde over het nummer: "Als je als de Beatles klonk en je kon ook nog een hitsingle schrijven, dan werd je heel erg gehypet, en je platenlabel zou ervoor zorgen dat men dacht dat je als de Beatles klonk of dat je de Beatles bent. En dat verkocht en gaf je aandacht. Het was goed voor ons omdat iedereen dacht dat het de Beatles waren die onder een andere naam speelden."
Robin voegde hieraan toe: "Alle radio-dj's in de Verenigde Staten draaiden het meteen, omdat zij dachten dat wij de Beatles waren, en op basis daarvan werd het een hit. Het vestigde onze naam in onze beginperiode. Het hielp ons volgende album, dat totaal niet op de Beatles leek."
Volgens Maurice is het nummer daadwerkelijk beïnvloed door de Beatles: "[Het nummer] was totaal afgekeken van de Beatles, wij waren zo beïnvloed door hen. Er was een gerucht in de Verenigde Staten over ons, omdat ze het draaiden en ze zeiden, 'Dit is een nieuwe groep uit Engeland die begint met een B en eindigt met een S', dus iedereen zei, 'Ah, het zijn The Beatles, ze noemen zichzelf weer niet, ze halen dat trucje weer uit'. De dj bleef het maar draaien en vroeg, 'Raad wie het is?', en mensen deden een gok, en ze hadden het nooit goed. Ik hoorde dat het idee afkomstig is van Ahmet Ertegün en Jerry Wexler. Het was een eer voor ons, dat men dacht dat wij zo goed waren als de Beatles."

### Succes
"New York Mining Disaster 1941" werd de eerste single van de Bee Gees die zowel in het Verenigd Koninkrijk als de Verenigde Staten de hitlijsten behaalde. In de UK Singles Chart kwam het tot de twaalfde plaats, terwijl in de Billboard Hot 100 de veertiende positie werd bereikt. Daarnaast werd het een top 10-hit in Duitsland en Nieuw-Zeeland, en stond de single ook in Australië, Canada, Frankrijk en Wallonië in de hitlijsten. In Nederland bereikte het nummer de vierde plaats in de Top 40 en de derde plaats in de Parool Top 20.
In de videoclip van de single bestaat de band uit slechts vier leden, alhoewel Vince Melouney zich korte tijd later bij de groep voegde. Barry speelt zijn gitaar, Maurice speelt een Rickenbacker 4001, Robin zingt en drummer Colin Petersen draagt een hoed.

### Covers
"New York Mining Disaster 1941" is gecoverd door onder meer Ashton, Gardner & Dyke, Barclay James Harvest, Martin Carthy, Chumbawamba, David Essex, Levellers, The Sorrows en The Wolf Banes.

## Hitnoteringen

### Nederlandse Top 40
| Hitnotering: 03-06-1967 t/m 05-08-1967 | Hitnotering: 03-06-1967 t/m 05-08-1967 | Hitnotering: 03-06-1967 t/m 05-08-1967 | Hitnotering: 03-06-1967 t/m 05-08-1967 | Hitnotering: 03-06-1967 t/m 05-08-1967 | Hitnotering: 03-06-1967 t/m 05-08-1967 | Hitnotering: 03-06-1967 t/m 05-08-1967 | Hitnotering: 03-06-1967 t/m 05-08-1967 | Hitnotering: 03-06-1967 t/m 05-08-1967 | Hitnotering: 03-06-1967 t/m 05-08-1967 | Hitnotering: 03-06-1967 t/m 05-08-1967 | Hitnotering: 03-06-1967 t/m 05-08-1967 |
| Week                                   | 1                                      | 2                                      | 3                                      | 4                                      | 5                                      | 6                                      | 7                                      | 8                                      | 9                                      | 10                                     |                                        |
| -------------------------------------- | -------------------------------------- | -------------------------------------- | -------------------------------------- | -------------------------------------- | -------------------------------------- | -------------------------------------- | -------------------------------------- | -------------------------------------- | -------------------------------------- | -------------------------------------- | -------------------------------------- |
| Nummer                                 | 18                                     | 7                                      | 7                                      | 4                                      | 4                                      | 5                                      | 8                                      | 14                                     | 27                                     | 40                                     | uit                                    |

### Parool Top 20
| Hitnotering: 10-06-1967 t/m 22-07-1967 | Hitnotering: 10-06-1967 t/m 22-07-1967 | Hitnotering: 10-06-1967 t/m 22-07-1967 | Hitnotering: 10-06-1967 t/m 22-07-1967 | Hitnotering: 10-06-1967 t/m 22-07-1967 | Hitnotering: 10-06-1967 t/m 22-07-1967 | Hitnotering: 10-06-1967 t/m 22-07-1967 | Hitnotering: 10-06-1967 t/m 22-07-1967 | Hitnotering: 10-06-1967 t/m 22-07-1967 |
| Week                                   | 1                                      | 2                                      | 3                                      | 4                                      | 5                                      | 6                                      | 7                                      |                                        |
| -------------------------------------- | -------------------------------------- | -------------------------------------- | -------------------------------------- | -------------------------------------- | -------------------------------------- | -------------------------------------- | -------------------------------------- | -------------------------------------- |
| Nummer                                 | 8                                      | 3                                      | 4                                      | 5                                      | 7                                      | 9                                      | 17                                     | uit                                    |

### NPO Radio 2 Top 2000
| Nummer met noteringen in de NPO Radio 2 Top 2000 | '00  | '01 | '02  | '03  | '04  | '05  | '06  | '07  | '08  | '09  | '10  | '11  |
| ------------------------------------------------ | ---- | --- | ---- | ---- | ---- | ---- | ---- | ---- | ---- | ---- | ---- | ---- |
| New York Mining Disaster 1941                    | 1115 | 552 | 1035 | 1167 | 1302 | 1279 | 1477 | 1320 | 1283 | 1703 | 1478 | 1730 |

1. ↑  Een vetgedrukt getal geeft de hoogste notering aan.
2. ↑  2000 was het eerste jaar met een notering voor dit nummer.
3. ↑  Deze tabel is bijgewerkt tot en met de laatste editie (2024).